# Sadorus (Illinois)
Sadorus es una villa en el condado de Champaign, en el estado estadounidense de Illinois. La población era de 1,200 en el censo del 2000.

## Geografía
Sadorus se localiza a 39°57′59″N 88°20′43″O / 39.96639, -88.34528 (39.966397, -88.345247).
De acuerdo a la Oficina del Censo de los Estados Unidos, la villa tiene un área total de 0.9 millas cuadradas (2.0 km²), toda de tierra.

## Demografía
Según el censo de 2000, 426 personas, 163 hogares y 118 familias residían en la villa. La densidad de población era de 508.8 personas por milla cuadrada (193.5/km ²). Había 169 viviendas en una densidad media de 199.9/sq mi (76.8/km ²). La distribución por razas de la aldea era 98.12% blancos, 0.23% Nativos americanos y 1.64% de dos o más razas.
Había 163 casas, de las cuales 31.3% tenían niños menores de 18 años que vivían con ellos; el 60.1% son parejas casadas que viven juntas; el 8.6% tenían una mujer como cabeza de familia sin presencia del marido y un 27.6% eran no-familias. El 20.9% de todas las casas estaban compuestas de individuos y el 6.7% tienen a alguna persona anciana de 65 años de edad o más. El tamaño medio de la casa era 2.61 y el tamaño medio de la familia era 3.06.
En la villa la población separada es 24.4% menor de 18 años, el 7.5% de 18 a 24, 35.9% de 25 a 44, 20.9% a partir 45 a 64, y el 11.3% tiene más de 65 años de edad o más. La edad media fue de 37 años. Por cada 100 mujeres había 126.6 varones. Por cada 100 mujeres mayores de 18 años, había 120.5 hombres.
La renta media de una casa en la aldea era de $ 44,375, y la renta media de una familia era $ 43,083. Los varones tenían una renta media de $ 35,167 frente a $20,500 para las mujeres. El ingreso per cápita de la aldea era $ 18,540. Cerca del 1.7% de familias y del 3.6% de la población estaban por debajo de la línea de pobreza, incluyendo un 4.7% de los menores de 18 años y ninguno mayor de 65 años.